# Cashmere Cat
Magnus August Høiberg (Halden, 29 november 1987), beter bekend onder zijn artiestennaam Cashmere Cat, is een Noors musicus, muziekproducent, kunstenaar, dj en een turntablist. Hij kwam in 2012 op in de dance-scene, door middel van remixen van Lana Del Rey, 2 Chainz en Jeremih. Cashmere Cat heeft onder andere ook al enkele liedjes met de popster Ariana Grande.

## Discografie

### Album's
- 9 (2017)

### Ep's
- What U Just Said (2009)
- Mirror Maru (2012)
- Mirror Maru Remix (2013)
- Wedding Bells (2014)

- International Standard Name Identifier: 0000 0004 1841 3436
- Library of Congress Control Number: no2015041004
- MusicBrainz: 8fbcd70f-bf1e-4624-b94a-fcff6b0c637e
- Virtual International Authority File: 305144899
- WorldCat: E39PBJfWVXHVJFGXPdvrDWhbVC